# Polideportivo Cachamay
O Centro Total de Entretenimiento Cachamay, ou simplesmente Polideportivo Cachamay, é um estádio multiesportivo localizado em Ciudad Guayana, na Venezuela.
Inaugurado em 1990, foi totalmente remodelado para receber partidas da Copa América de 2007. Posteriormente, o estádio passou a servir de casa para o clube Mineros de Guayana.